# 203 Pompeja
203 Pompeja eller A895 EA är en relativt stor asteroid i huvudbältet som upptäcktes den 25 september 1879 i Clinton, New York av den tysk-amerikanske astronomen Christian H. F. Peters, som upptäckte närmare femtio asteroider, småplaneter och kometer. Asteroiden namngavs efter Pompeji, en romersk stad som ödelades efter vulkanen Vesuvius utbrott 79.